# Dojnice

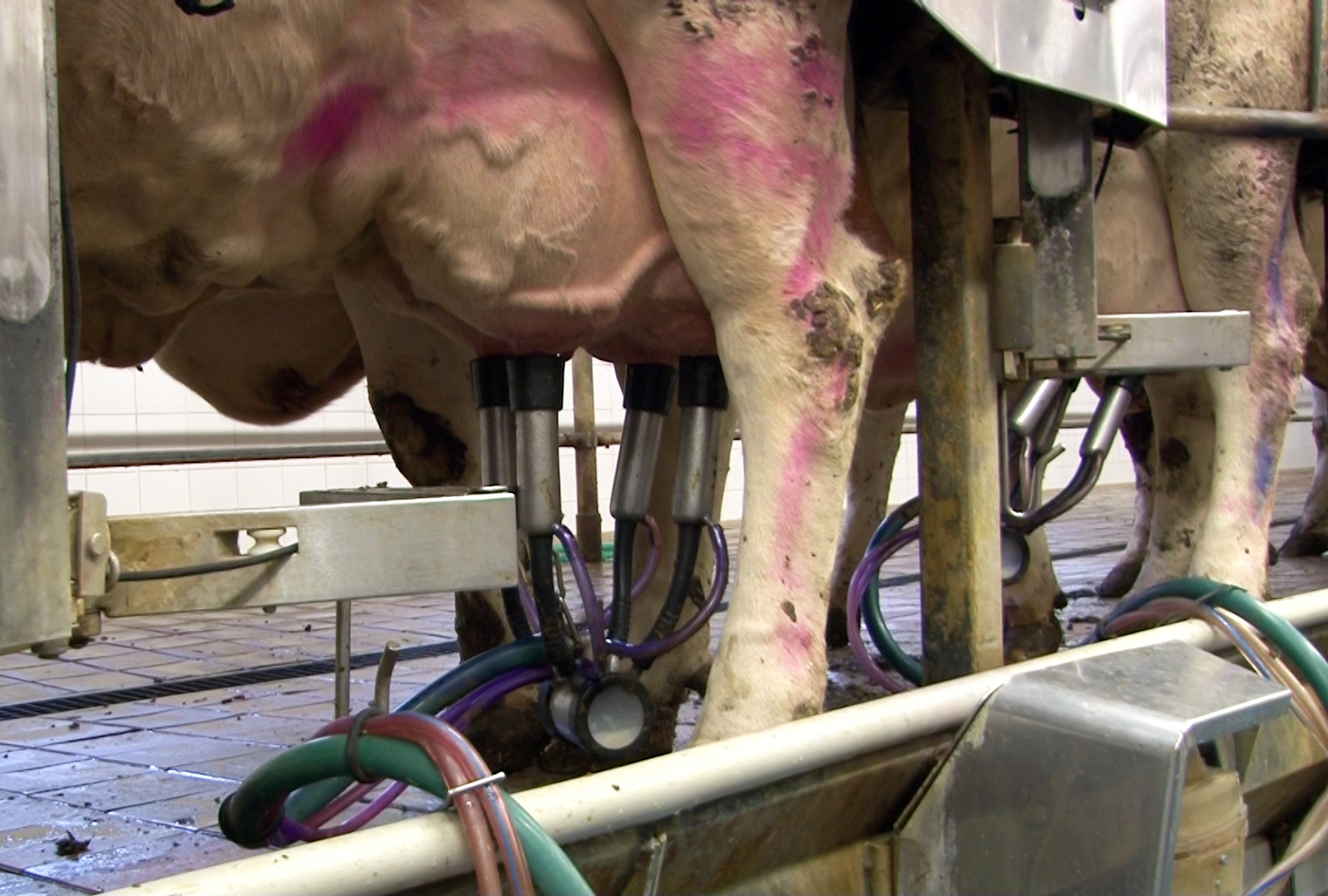
Kráva v dojírně při odebírání mateřského mléka

Dojnice je speciesistické označení pro dospělou krávu, které je odebíráno mateřské mléko. 
Tele samičího pohlaví se nazývá jalovice; je obvykle při dosažení hmotnosti 300–400 kg zpravidla uměle oplodněna (inseminována) a po zabřeznutí se z ní stává březí jalovice. Po porodu zvaném otelení se z ní stává dojnice, která dojí mléko. V chovech s produkcí mléka je opět po cca 2 měsících inseminována a v průběhu březosti stále dojí mléko, až zpravidla jeden až dva měsíce před porodem je takzvaně zasušena (zaprahnutí; přestane se dojit). Opět po porodu začíná produkovat mléko určené k výživě telete a ke konzumaci či k dalšímu zpracování. Březost krav-dojnic trvá průměrně 285 dní. Cílem každého chovatele je, aby byla dojnice každý rok otelená, což zaručuje rentabilitu chovu. 

## Život dojnic
Dojnice jsou zpravidla dvakrát denně (v některých chovech i třikrát až čtyřikrát) naháněny do dojíren, kde se provádí odsávání jejich mléka. V mléčných chovech se délka života dojnic odvíjí od jejich užitkovosti, tj. schopnosti produkovat mléko ve vztahu k ekonomické návratnosti. Jelikož opakované každoroční porody mají negativní dopad na fyzickou kondici krávy, postupem času jí klesá produkce mléka a přestává být pro chovatele ekonomicky rentabilní. V takovém případě je kráva z chovu vyřazena a poslána na jatka (většinou po třech porodech). Průměrná délka života krav v chovech s tržní produkcí mléka v ČR je 5 let, zatímco přirozeně se krávy mohou dožít přibližně 20 let.